# Vincenzo Giustiniani
Vincenzo Giustiniani, né le 13 septembre 1564 à Chios et mort le 27 décembre 1637 à Rome, est un marquis italien d'origine génoise, banquier, collectionneur d'art et intellectuel, connu pour sa collection de peintures du Caravage, à qui il avait commandé L'Amour victorieux.